# Andrea Renzi
Pour les articles homonymes, voir Renzi.
Andrea Renzi, né le 18 août 1989, à Gênes, en Italie, est un joueur italien de basket-ball. Il évolue aux postes d'ailier fort et de pivot.